# Eustachius von Flemming
Eustachius von Flemming (* 1634; † vor Mai 1702) war kursächsischer Generalmajor und zuletzt Kommandant der Festung Königstein. Er war Herr auf Martenthin, Erbherr auf Weißagen und Johwor.

## Herkunft
Seine Eltern waren der Landeshauptmann von Wollin und Landvogt von Greifenberg Hans Friedrich von Flemming (1598–1667) und dessen Ehefrau Ilse Juliane geb. von Flemming. Sein Bruder Hans Heinrich (1630–1708) wurde brandenburgischer Geheimer Rat und Komtur von Schievelbein.

## Leben
Eustachius kam in jungen Jahren als Page zum schwedischen Abgesandten Graf Johann Oxenstierna. Anschließend trat er als Volontär der schwedischen Armee bei und nahm 1655 am Feldzug in Polen teil. 1660 kehrte er nach Schweden zurück und reiste mit dem Grafen Schlippenbach nach Danzig, wo der Frieden von Olivia verhandelt wurde. Im Jahr 1662 kam er als Kammerjunker an den markgräflichen Hof nach Bayreuth. Dort erhielt er eine Kompanie Infanterie, mit der er 1664 in Ungarn kämpfte. Nach dem Ende des Feldzuges wurde er zum Landeshauptmann von Lichtenberg, Lauenstein und Kubach ernannt, dazu erhielt er das Kommando über die markgräfliche Garde. Er kam in bayrische Dienste, wo er kurbayrischer Oberstleutnant und Kommandant von München wurde. Schon bald kehrte er mit demselben Rang in Ansbacher Dienste zurück, wo er nun Kommandeur der Miliz wurde 1681 wurde er vom Kurfürsten Johann Georg III. angeworben und wurde kurz Kommandant der Festung Stolpen. 1683 befand er sich bei dem sächsischen Kontingent zum Entsatz von Wien. Nach seiner Rückkehr wurde er am 11. November 1687 zum Oberst befördert und als Kommandant auf die Festung Königstein versetzt. Im Jahr 1702 wurde er zum Generalmajor befördert. Das Schreiben erreichte ihn nie, da er kurz zuvor verstarb.

## Familie
Flemming heiratete 1665 Amalia Barbara von Kniestädt (* 1642; † 11. August 1703). Das Paar hatte mehrere Kinder, darunter:
- Johann Friedrich (* 1670; † 8. Mai 1733) ⚭ 1711 Helena Sophia von Behr (1673–1741)
- Wilhelm Friedrich (* 3. Dezember 1667), Erb-, Lehn- und Gerichtsherr zu Wusterwitz bei Brandenburg ⚭ Sophia Elisabeth von Borcke, Eltern von Heinrich Ludwig von Flemming